# Nora de Izcue
Nora de Izcue Fuchs (Lima, 1934) es una guionista y directora de cine peruana y  siendo la primera mujer en realizar un trabajo cinematográfico en su país. Es también miembro fundadora de la Fundación del Nuevo Cine Latinoamericano y de su consejo superior.

## Biografía
Nora de Izcue inició sus estudios en el cine en la Academia Nacional de Cinematografía del Perú. Se familiarizó con la técnica cinematográfica en el Taller de Cinematografía de Armando Robles Godoy. Dio el salto al cine al ser contratada por él como asistente de dirección en los rodajes de La muralla verde y Espejismo.
Armando contribuyó en su formación cinematográfica y así lo expresó:

Nunca dejó de agradecer a Armando Robles Godoy por haberme enseñado a amar al cine, por haberme enseñado a realizarlo, por haberme mostrado que el cine no era solamente un acto creativo, sino que había que luchar por la ley del cine.

El mayor reconocimiento internacional fue gracias a su cortometraje documental Runan Caycu (1976) producido por el Sistema Nacional de Apoyo a la Movilización Social. La película narra los enfrentamientos del movimiento campesino cusqueño con los gamonales y hacendados, relatado desde la mirada de su líder campesino Saturnino Huillca. Asimismo, evidencia el rol y la participación violenta de las Fuerzas Armadas en el enfrentamiento que precedieron a la Reforma Agraria de 1969. El documental obtuvo la Paloma de Plata en 1973, en el Festival Internacional de Cine Documental de Leipzig (Alemania).
Posteriormente, Nora, con un gran interés antropológico y que poseía registros fílmicos de sesiones de curanderismo con consumo de ayahuasca decide realizar un documental denominado El viento del ayahuasca (1980), que sin embargo en el proceso empieza a convertirse en una ficción no del todo lograda en la que intentaba contrastar, evidenciar el choque cultural entre la sociedad limeña de carácter occidental y el oriente del Perú.

## Filmografía
- Filmación (1970), cortometraje documental[5]
- Runan Caycu (1973), mediometraje documental
- El viento del ayahuasca (1983), largometraje de ficción
- Con una sola mano (1987), documental
- Color de mujer (1990), mediometraje documental
- Para vivir mañana todavía (1991), documental
- Elena Izcue, la armonía silenciosa (1998), cortometraje documental
- El viento de todas partes (2004), largometraje documental
- Responso para un abrazo: tras la huella de un poeta (2013), largometraje documental[6]